# Volksoper Wien
Volksoper Wien, v možném překladu Vídeňská lidová opera, je operní scéna v rakouském hlavním městě Vídni. Krom opery se na její scéně hraje též opereta a muzikál, výjimečná jsou baletní představení. Operních představení je zhruba třetina. Jde o poslední operetní divadlo ve Vídni. Všechna vystoupení jsou v německém jazyce, někdy jsou představení s anglickými titulky pro turisty. K dispozici má scéna 1261 míst k sezení, 72 míst k stání a dvě místa pro vozíčkáře. Budova opery byla postavena v roce 1898 jako Kaiserjubiläum-Stadttheater, architekty byli Alexander Graf a Franz von Krauß. Původně se zde hrály pouze divadelní hry. Avšak v roce 1903 divadlo zbankrotovalo. Dům pak převzal Rainer Simons a přejmenoval jej na Kaiserjubiläum-Stadttheater - Volksoper. Do programu Simons přidal operní a operetní představení. Brzy zde vystupovali světoznámí zpěváci jako Maria Jeritza, Leo Slezak nebo Richard Tauber. Dirigent Alexander Zemlinsky se v roce 1906 stal prvním kapelníkem. V roce 1919 se uměleckým ředitelem a šéfdirigentem stal Felix Weingartner. V roce 1938 převzalo divadlo město Vídeň. Po druhé světové válce se vídeňská Volksopera stala klíčovou rakouskou operní scénou, neboť budova Vídeňské státní opery byla válkou poničena a její soubor vystupoval právě ve Volksopeře. To se změnilo až roku 1955, kdy se Volksopera vrátila i k operetě a muzikálu. V roce 1987 budova posloužila jako kulisa v bondovce Dech života, když představovala divadlo v Bratislavě, kde britským filmařům československé komunistické orgány nedovolily natáčet. Od září 1991 do června 1996 byla vídeňská Volksoper pod společným vedením Vídeňské státní opery. Od roku 1999 je vlastněna státní organizací Bundestheater-Holding, která vlastní rovněž Vídeňskou státní operu a Burgtheater.